# Ishinosuke Uwano
Ishinosuke Uwano (上野 石之助, Uwano Ishinosuke), né en octobre 1922 à Ōno dans la Préfecture d'Iwate au Japon, est un soldat japonais qui s'est fait connaître en avril 2006 quand des journalistes découvrirent qu'il vivait depuis plus de quarante ans en Ukraine. Il était enregistré comme mort dans les bases de données officielles japonaises.
Ishinosuke Uwano était stationné dans la partie japonaise de l'île de Sakhaline quand la Seconde Guerre mondiale prit fin. Après la guerre, il décida de rester sur l'île de Sakhaline qui était devenue russe. Il a été vu pour la dernière fois sur cette île en 1958. Par la suite, il s'est marié à une femme ukrainienne et s'est installé en 1965 à Kiev (Ukraine) où il a eu 3 enfants. Comme il n'a jamais recontacté sa famille, les membres de sa famille décidèrent de le déclarer mort au combat, comme une loi japonaise le permet pour les soldats qui ne sont pas revenus de la Seconde Guerre mondiale. Il a donc été déclaré mort en 2000. Quand il retourna en 2006 au Japon pour voir sa famille, il dut présenter son passeport ukrainien, son passeport japonais étant annulé par sa supposée mort.